# Eduard Daniël van Oort
Eduard Daniël van Oort (Barneveld, 31 oktober 1876 - Leiden, 21 september 1933) was een bioloog, vooral ornitholoog, en directeur van het Rijksmuseum van Natuurlijke Historie.

## Biografie
Van Oort was de zoon van een zeeman die werkte bij de koopvaardij. Hij doorliep in Den Haag de HBS en studeerde daarna in Leiden aard-, delfstof-, dier- en plantkunde. Tussen 1901 en 1903 werkte hij als assistent aan het Rijksmuseum van Geologie en Mineralogie en het Zoötomisch laboratorium aan fossiele weekdieren en botjes van vogels. Hij promoveerde summa cum laude in 1904 aan de Universiteit van Bern (Hbs-ers werden in die tijd niet toegelaten tot academische examens aan Nederlandse universiteiten) op onderzoek aan het skelet van vogels. 
Op 1 mei 1904 werd hij de opvolger van Otto Finsch als conservator van de afdeling vogels van het Rijksmuseum van Natuurlijke Historie. Met ingang van 1 januari 1915 werd hij benoemd tot directeur van het museum nadat hij daar sinds 1913 als waarnemend directeur gefungeerd had. In 1920 werd hij benoemd tot buitengewoon hoogleraar in de Dierkunde. Na 1930 werd zijn gezondheid slechter en in 1933 kreeg hij ziekteverlof en werd een plaatsvervangend directeur benoemd. Korte tijd nadat hij zijn werkzaamheden had hervat, stierf hij op 21 september 1933. 

## Zijn werk en nalatenschap
Van Oort behoorde in 1901 tot de oprichters van de Nederlandse Ornithologische Vereniging en was tussen 1911 en 1924 bestuurslid van deze vereniging. Van Oort heeft veel bijgedragen aan de kennis over vogels en speciaal over vogeltrek. Hij heeft het ringonderzoek aan vogels in Nederland opgezet.  Zijn inaugurele rede in 1920 was gewijd aan de bestudering van de vogeltrek. Tot 1962 werd de administratie voor het ringonderzoek door het museum in Leiden verricht. 
Zijn meest bekende werk is het in verschillende delen uitgegeven boek de Ornithologia  Neerlandica met illustraties door de kunstschilder M.A. Koekkoek. Het eerste deel verscheen in 1922 en deel 5 werd in 1935 postuum voltooid door G.A. Brouwer.
Van Oort schreef in totaal 48 publicaties over onder andere vogeltrek maar ook over vogels die werden verzameld in de Indische archipel en Nieuw-Guinea. Hij is de soortauteur van acht verschillende tropische vogelsoorten waaronder de Nieuwguinese bergpatrijs (Synoicus monorthonyx), goudwanghoningeter (Oreornis chrysogenys) en de grote struiksluiper (Sericornis nouhuysi). Daarnaast beschreef hij nog 29 tropische ondersoorten.
- International Standard Name Identifier: 0000 0003 8511 560X
- Nederlandse Thesaurus van Auteursnamen: 07429010X
- Système universitaire de documentation: 255939280
- Virtual International Authority File: 15165638
- WorldCat: E39PBJmhM9TC8KydtYcMvMHXBP